# Ephippidae
La famiglia degli Ephippidae Bleeker, 1859 comprende 15 specie di pesci d'acqua salata, appartenenti all'ordine dei Perciformes.
Alcune specie sono comunemente conosciute come pesci pipistrello e pesci forcella.

## Distribuzione e habitat
Questi pesci sono diffusi in tutti gli oceani, raramente in lagune e foci fluviali.

## Descrizione
Il corpo è alto, schiacciato ai fianchi: visto di profilo ha forma vagamente circolare. La bocca è piccola e i denti sono inseriti anche nel palato.  Le pinne pettorali e ventrali sono allungate, mentre la dorsale e la pinna anale seguono la linea del corpo: spesso sono allungate. La coda è a delta o forcuta. 

Alcune specie presentano pinne estremamente allungate (Platax pinnatus) mentre altri si discostano dalla forma generale della famiglia, avendo corpi tozzi e pieni (Proteracanthus sarissophorus ). 

La livrea è varia, secondo la specie.

## Evoluzione
La famiglia degli efippidi esiste almeno dall'Eocene inferiore - medio (circa 50 milioni di anni fa): alcuni fossili perfettamente conservati, appartenenti ai generi Eoplatax e Archaephippus, sono stati ritrovati nel famoso giacimento di Bolca, in provincia di Verona.

## Acquariofilia
Alcune specie sono pescate per l'allevamento in acquario. Spesso sono ospiti di acquari pubblici.

## Specie

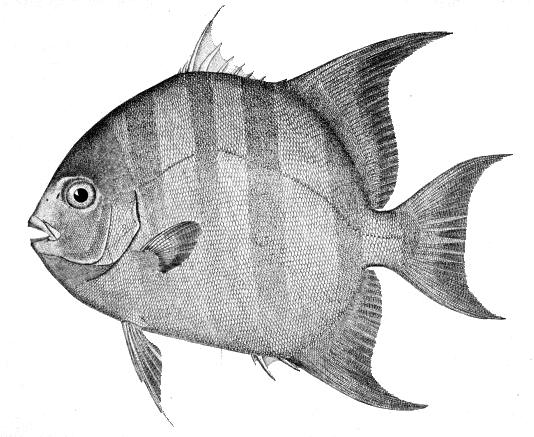
Chaetodipterus faber

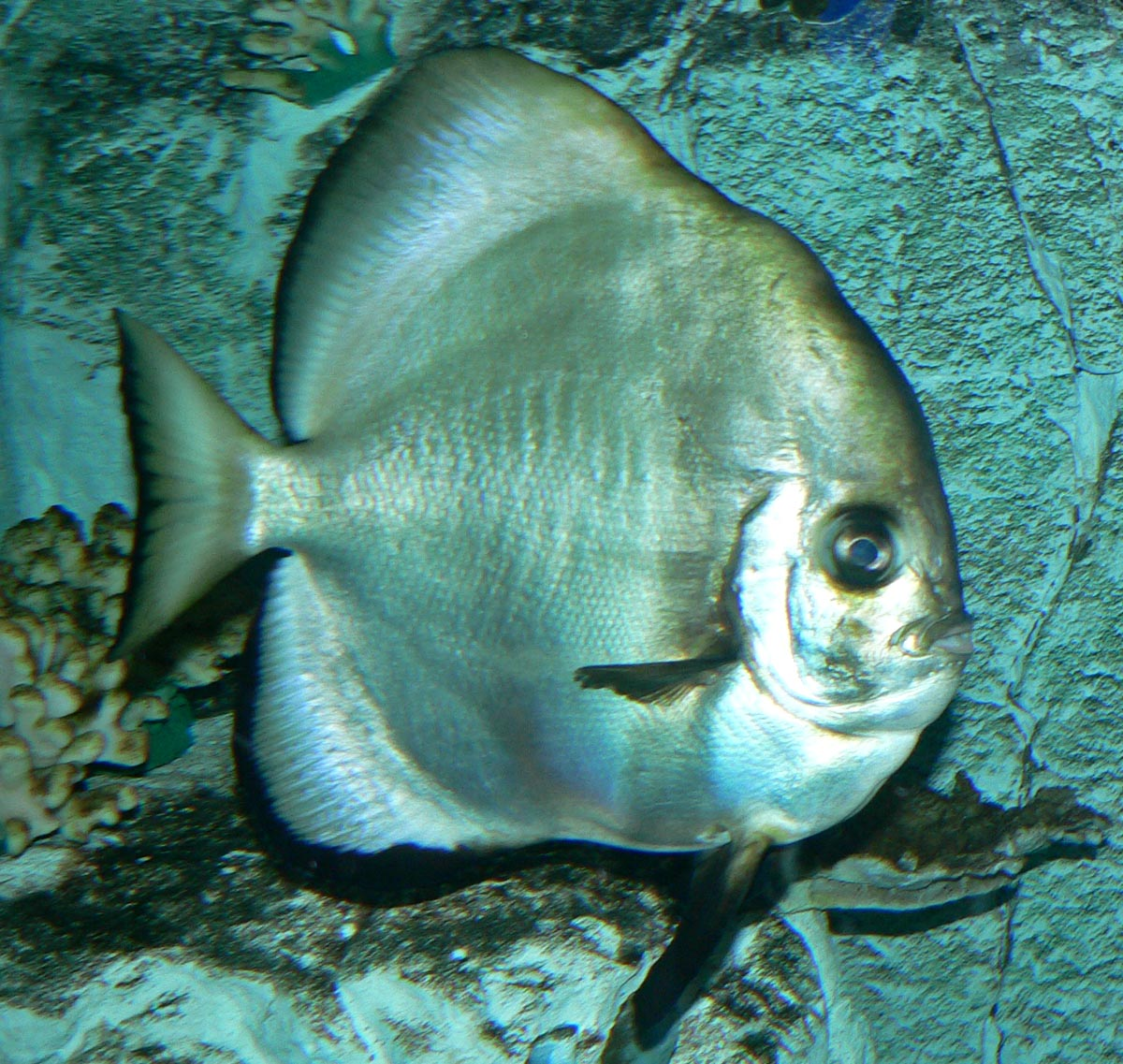
Platax teira

- Genere Chaetodipterus
  - Chaetodipterus faber
  - Chaetodipterus lippei
  - Chaetodipterus zonatus
- Genere Ephippus
  - Ephippus goreensis
  - Ephippus orbis
- Genere Parapsettus
  - Parapsettus panamensis
- Genere Platax
  - Platax batavianus
  - Platax boersii
  - Platax orbicularis
  - Platax pinnatus
  - Platax teira
- Genere Proteracanthus
  - Proteracanthus sarissophorus
- Genere Rhinoprenes
  - Rhinoprenes pentanemus
- Genere Tripterodon
  - Tripterodon orbis
- Genere Zabidius
  - Zabidius novemaculeatus